# ماریا مارگارت کلاوی

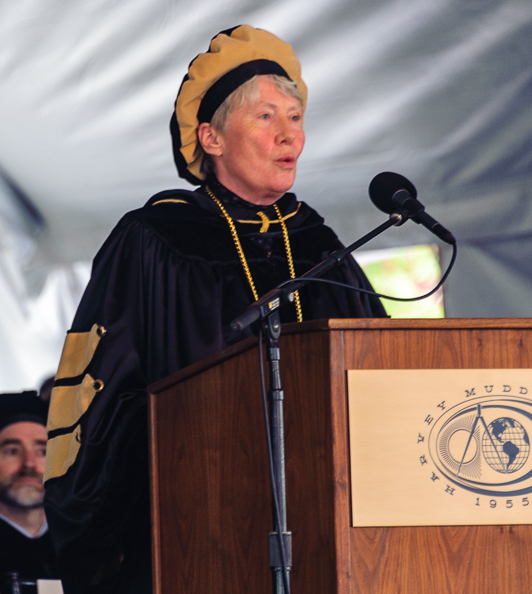
ماریا مارگارت کلاوی

ماریا مارگارت کلاوی (‎/ˈklɑːveɪ/‎ KLAH-vay؛ زادهٔ ۱۹۵۱) دانشمند کامپیوتر و پنجمین رئیس کالج هاروی ماد (از ۱ ژوئیه ۲۰۰۶) است. او در سال ۱۹۵۱ در تورنتو به دنیا آمد و در سال ۲۰۰۹ تابعیت ایالات متحده را دریافت کرد. او قبلاً رئیس دانشکده مهندسی و علوم کاربردی دانشگاه پرینستون بود. او به دلیل حمایت از زنان در زمینه‌های STEM شناخته شده‌است.